# Deux de couple poids légers masculin aux Jeux olympiques d'été de 2008
 (mars 2025).
Si vous disposez d'ouvrages ou d'articles de référence ou si vous connaissez des sites web de qualité traitant du thème abordé ici, merci de compléter l'article en donnant les références utiles à sa vérifiabilité et en les liant à la section « Notes et références ».
Pour un article plus général, voir Aviron aux Jeux olympiques d'été de 2008.
Navigation
Athènes 2004 Londres 2012
L'épreuve masculine de Deux de couple poids légers aux Jeux olympiques de 2008 s'est déroulée du 9 au 16 août 2008 sur le parc aquatique olympique de Shunyi.

## Résultats

### Tour éliminatoire (10/08/2008)

#### 1ertouréliminatoire
| Rang | Pays            | Athlètes                                | Temps         |
| ---- | --------------- | --------------------------------------- | ------------- |
| 1    | Grande-Bretagne | Zac Purchase et Mark Hunter             | 6 min 13 s 69 |
| 2    | Grèce           | Dimítrios Moúgios et Vasílios Polýmeros | 6 min 16 s 10 |
| 3    | Allemagne       | Jonathan Koch et Manuel Brehmer         | 6 min 21 s 99 |
| 4    | Japon           | Kazushige Ura et Daisaku Takeda         | 6 min 24 s 21 |
| 5    | Algérie         | Mohamed Ryad Garidi et Kamel Ait Daoud  | 6 min 43 s 94 |

#### 2etouréliminatoire
| Rang | Pays      | Athlètes                                 | Temps         |
| ---- | --------- | ---------------------------------------- | ------------- |
| 1    | Italie    | Marcello Miani et Elia Luini             | 6 min 16 s 16 |
| 2    | Chine     | Zhang Guolin et Sun Jie                  | 6 min 17 s 62 |
| 3    | Australie | Samuel Beltz et Tom Gibson               | 6 min 19 s 15 |
| 4    | Cuba      | Eyder Batista et Yunior Perez            | 6 min 19 s 36 |
| 5    | Inde      | Devender Kumar Khandwal et Manjeet Singh | 6 min 37 s 16 |

#### 3etouréliminatoire
| Rang | Pays     | Athlètes                                                 | Temps         |
| ---- | -------- | -------------------------------------------------------- | ------------- |
| 1    | Danemark | Mads Reinholdt Rasmussen et Rasmus Nicholai Quist Hansen | 6 min 14 s 84 |
| 2    | Canada   | Douglas Vandor et Cameron Sylvester                      | 6 min 17 s 58 |
| 3    | Hongrie  | Zsolt Hirling et Tamás Varga (en)                        | 6 min 19 s 60 |
| 4    | Uruguay  | Collazo et Garcia                                        | 6 min 25 s 86 |
| 5    | Brésil   | Thiago Gomes et Thiago Almeida                           | 6 min 30 s 78 |

#### 4etouréliminatoire
| Rang | Pays             | Athlètes                          | Temps         |
| ---- | ---------------- | --------------------------------- | ------------- |
| 1    | Nouvelle-Zélande | Storm Uru et Peter Taylor         | 6 min 16 s 78 |
| 2    | France           | Maxime Goisset et Frederic Dufour | 6 min 20 s 17 |
| 3    | Portugal         | Pedro Fraga et Nuno Mendes        | 6 min 24 s 35 |
| 4    | Hong Kong        | So Sau Wah et Chow Kwong Wing     | 6 min 34 s 51 |
| 5    | Corée du Sud     | Jang Kangeun et Kim Hongkyun      | 6 min 42 s 97 |

### Repêchage (12/08/2008)

#### 1ertourrepêchage
| Rang | Pays      | Athlètes                               | Temps         |
| ---- | --------- | -------------------------------------- | ------------- |
| 1    | Allemagne | Jonathan Koch et Manuel Brehmer        | 6 min 41 s 48 |
| 2    | Australie | Samuel Beltz et Tom Gibson             | 6 min 42 s 42 |
| 3    | Uruguay   | Collazo et Garcia                      | 6 min 46 s 98 |
| 4    | Brésil    | Thiago Gomes et Thiago Almeida         | 6 min 51 s 99 |
| 5    | Hong Kong | So Sau Wah et Chow Kwong Wing          | 6 min 58 s 71 |
| 6    | Algérie   | Mohamed Ryad Garidi et Kamel Aït Daoud | 7 min 05 s 73 |

#### 2etourrepêchage
| Rang | Pays         | Athlètes                                 | Temps         |
| ---- | ------------ | ---------------------------------------- | ------------- |
| 1    | Portugal     | Pedro Fraga et Nuno Mendes               | 6 min 39 s 07 |
| 2    | Cuba         | Eyder Batista et Yunior Perez            | 6 min 40 s 15 |
| 3    | Japon        | Kazushige Ura et Daisaku Takeda          | 6 min 43 s 03 |
| 4    | Hongrie      | Zsolt Hirling et Tamás Varga (en)        | 6 min 50 s 48 |
| 5    | Inde         | Devender Kumar Khandwal et Manjeet Singh | 7 min 02 s 06 |
| 6    | Corée du Sud | Jang Kangeun et Kim Hongkyun             | 7 min 12 s 17 |

### Demi-Finale (14/08/2008)

#### 1redemi-finale
| Rang | Pays            | Athlètes                            | Temps         |
| ---- | --------------- | ----------------------------------- | ------------- |
| 1    | Grande-Bretagne | Zac Purchase et Mark Hunter         | 6 min 29 s 56 |
| 2    | Italie          | Marcello Miani et Elia Luini        | 6 min 31 s 16 |
| 3    | Cuba            | Eyder Batista et Yunior Perez       | 6 min 33 s 60 |
| 4    | Allemagne       | Jonathan Koch et Manuel Brehmer     | 6 min 37 s 07 |
| 5    | France          | Maxime Goisset et Frederic Dufour   | 6 min 41 s 18 |
| 6    | Canada          | Douglas Vandor et Cameron Sylvester | 6 min 49 s 28 |

#### 2edemi-finale
| Rang | Pays             | Athlètes                                                 | Temps         |
| ---- | ---------------- | -------------------------------------------------------- | ------------- |
| 1    | Grèce            | Dimítrios Moúgios et Vasílios Polýmeros                  | 6 min 24 s 61 |
| 2    | Danemark         | Mads Reinholdt Rasmussen et Rasmus Nicholai Quist Hansen | 6 min 26 s 49 |
| 3    | Chine            | Zhang Guolin et Sun Jie                                  | 6 min 29 s 29 |
| 4    | Nouvelle-Zélande | Storm Uru et Peter Taylor                                | 6 min 30 s 53 |
| 5    | Australie        | Samuel Beltz et Tom Gibson                               | 6 min 32 s 32 |
| 6    | Portugal         | Pedro Fraga et Nuno Mendes                               | 6 min 39 s 23 |

### Finale (17/08/2008)
| Rang | Pays            | Athlètes                                                 | Temps         |
| ---- | --------------- | -------------------------------------------------------- | ------------- |
| 1    | Grande-Bretagne | Zac Purchase et Mark Hunter                              | 6 min 10 s 99 |
| 2    | Grèce           | Dimítrios Moúgios et Vasílios Polýmeros                  | 6 min 11 s 72 |
| 3    | Danemark        | Mads Reinholdt Rasmussen et Rasmus Nicholai Quist Hansen | 6 min 12 s 45 |
| 4    | Italie          | Marcello Miani et Elia Luini                             | 6 min 16 s 15 |
| 5    | Chine           | Zhang Guolin et Sun Jie                                  | 6 min 16 s 69 |
| 6    | Cuba            | Eyder Batista et Yunior Perez                            | 6 min 19 s 96 |

## Note
- Cet article est partiellement ou en totalité issu de l'article intitulé « Résultats détaillés des épreuves d'aviron aux Jeux olympiques d'été de 2008 » (voir la liste des auteurs).